# Пролетарский (Пензенская область)
Пролетарский — село в Земетчинском районе Пензенской области России. Административный центр Пролетарского сельсовета.

## География
Посёлок расположен на берегу реки Раевка на западной окраине районного центра посёлка Земетчино.

## История
Образован в середине 1920-х гг. на месте хутора, первопоселенцы которого были, вероятно, из д. Софьино, что в 27 км к западу от Земетчино, наименование по названию местного совхоза. 
С 1928 года посёлок входил в состав Рянзенского сельсовета Земетчинского района Тамбовского округа Центрально-Чернозёмной области (с 1939 года — в составе Пензенской области). В 1962 году был организован совхоз «Россия» как специализированное хозяйство для доращивания и откорма крупного рогатого скота на жоме Земетчинского сахарного завода. Общая земельная площадь спецхоза 8766 га, в том числе сельскохозяйственных угодий 8088 га, из них пашни 6748 га. В структуре посевных площадей преобладают кормовые и зерновые культуры. В сельскохозяйственном производстве занято около 700 чел. Производство мяса велось на промышленной основе с высоким уровнем механизации трудоемких процессов. До 1980-х гг. хозяйство занималось только заключительным откормом крупного рогатого скота, поставляемого из хозяйств области. С конца 1990-х гг. – муниципальное унитарное предприятие «Россия». 
На 1 января 2004 года на территории села действовало 539 хозяйств, 1316 жителей.

## Население
| 1926 | 1936 | 1979  | 1989  | 1996  | 2002  | 2010  |
| ---- | ---- | ----- | ----- | ----- | ----- | ----- |
| 89   | ↗331 | ↗1328 | ↗1443 | ↘1316 | ↘1232 | ↘1205 |

## Инфраструктура
В посёлке имеются начальная общеобразовательная школа (филиал МБОУ «Лицей» р.п. Земетчино), детский сад, врачебная амбулатория, дом культуры, отделение почтовой связи.